# Callia fulvocincta
Callia fulvocincta är en skalbaggsart som beskrevs av Bates 1866. Callia fulvocincta ingår i släktet Callia och familjen långhorningar.
Artens utbredningsområde är:
- Guatemala.
- Honduras.
- Nicaragua.
- Panama.

Inga underarter finns listade.